# Малая Кова
Малая Кова (тат. Кече Кова) — деревня в Знаменском районе Омской области. Входит в состав Качуковского сельского поселения.

## История
В 1928 г. состояло из 15 хозяйств, основное население — татары. В составе Качуковского сельсовета Знаменского района Тарского округа Сибирского края.
Позже в состав села вошли деревня Большая Кова, состоящая из 20 хозяйств на 1928 год, и пристань Черный Яр из 1 хозяйства.

## Население
| 1868 | 1926 | 2002 | 2010 |
| ---- | ---- | ---- | ---- |
| 56   | ↗60  | ↗70  | ↘54  |